# Vida loca
Ne doit pas être confondu avec La vida loca.
Singles par Black Eyed Peas
Feel the Beat
(2020) Girl Like Me
(2020)
Singles par Nicky Jam
Sube la music
(2020) Wow (Remix)
(2020)
Singles par Tyga
Sweet & Sour
(2020) Money Mouf
(2020)
Clip vidéo
[vidéo] « Vida loca », sur YouTube
Vida loca est une chanson du groupe américain Black Eyed Peas, du chanteur Nicky Jam et du rappeur Tyga. Elle est sortie le 21 août 2020 en tant que quatrième single de l'album Translation sous le label Epic Records.

## Composition
Vida loca échantillonne la chanson U Can't Touch This de MC Hammer qui contient lui-même un échantillon de la chanson Super Freak du chanteur Rick James. Vida loca est produite par will.i.am et coproduite par Johnny Goldstein,.

## Crédits
Crédits adaptés depuis Tidal.
Musiciens
- will.i.am (William Adams) – écriture, composition
- apl.de.ap (Allan Pineda) – écriture, composition
- Taboo (Jimmy Luis Gomez) – écriture, composition
- J. Rey Soul – voix
- Black Eyed Peas – interprètes associés
- Tyga (Michael Ray Stevenson) – écriture, composition, interprète associé
- Nicky Jam (Nick Rivera Caminero) – écriture, composition, interprète associé
- James Johnson – écriture, composition
- Kirk Burrell – écriture, composition

Production
- will.i.am – réalisateur
- Dylan "3D" Dresdow – ingénieur du son, mixage audio, mastérisation
- Johnny Goldstein – co-réalisateur

## Classements hebdomadaires
| Classements (2020)                       | Meilleure position |
| ---------------------------------------- | ------------------ |
| Belgique (Flandre Ultratip 100)          | Tip                |
| Belgique (Flandre Ultratop R&B/Hip-Hop)  | 45                 |
| Belgique (Wallonie Ultratop 50 Singles)  | 35                 |
| Belgique (Wallonie Ultratop 50 Airplay)  | 31                 |
| Belgique (Wallonie Ultratop R&B/Hip-Hop) | 9                  |
| Colombie (Monitor Latino Anglo)          | 1                  |
| Équateur (Monitor Latino Anglo)          | 14                 |
| États-Unis (Latin Digital Songs)         | 7                  |
| France (SNEP)                            | 68                 |
| France (SNEP Radio)                      | 14                 |
| France (SNEP Ventes)                     | 36                 |
| Guatemala (Monitor Latino Anglo)         | 4                  |
| Honduras (Monitor Latino Anglo)          | 7                  |
| Italie (FIMI)                            | 98                 |
| Mexique (Pop Español Airplay)            | 19                 |
| Nicaragua (Monitor Latino)               | 12                 |
| Panama (Monitor Latino Anglo)            | 9                  |
| Pays-Bas (Nederlandse Tipparade)         | 4                  |
| Pérou (Monitor Latino Anglo)             | 5                  |
| Pologne (ZPAV)                           | 97                 |
| République dominicaine (SodinPro)        | 44                 |
| Salvador (Monitor Latino Anglo)          | 6                  |
| Venezuela (Monitor Latino)               | 8                  |

## Historique de sortie
| Pays       | Date              | Format                                 | Label             | Réf.   |
| ---------- | ----------------- | -------------------------------------- | ----------------- | ------ |
| Divers     | 19 juin 2020      | - Téléchargement - streaming (album)   | Epic              | [ 1 ]  |
| Divers     | 21 août 2020      | - Téléchargement - streaming           | Epic              | [ 26 ] |
| États-Unis | 15 septembre 2020 | Diffusion radio (rhythmic)             | Epic              | [ 27 ] |
| Italie     | 25 septembre 2020 | Diffusion radio (succès contemporains) | Sony Music Italia | [ 28 ] |